# Непроследим
„Непроследим“ (на английски: Untraceable) е щатски психологически трилър от 2008 г. на режисьора Грегъри Хоблит, и във филма участват Даян Лейн, Били Бърк, Колин Ханкс, Джоузеф Крос и Мери Бет Хърт. Разпространен е от Screen Gems.